# Rio Madeirinha
Rio Madeirinha är ett vattendrag i Brasilien. Det ligger i den centrala delen av landet, 1 600 km nordväst om huvudstaden Brasília.
I omgivningarna runt Rio Madeirinha växer i huvudsak städsegrön lövskog. Trakten runt Rio Madeirinha är nära nog obefolkad, med mindre än två invånare per kvadratkilometer.